# ライトセイル2号

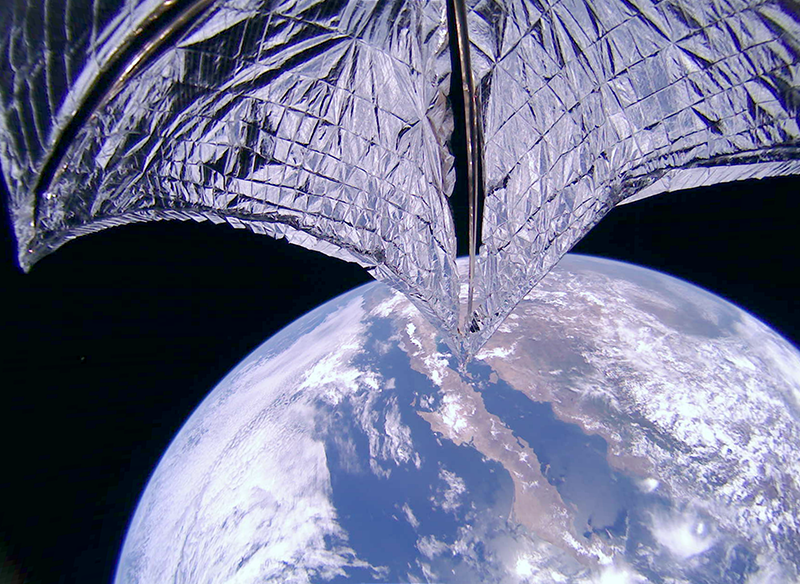
宇宙空間で帆を展開するライトセイル2号

ライトセイル2号 (LightSail-2) は、宇宙探査を推進する国際NPOの惑星協会が開発したソーラーセイル実証機。LightSailは3Uサイズのキューブサットで、4枚の超薄膜マイラー製のソーラーセイルが折り畳まれており、軌道投入後にセイルを広げた姿となる。
2019年6月25日にファルコンヘビーロケットでSTP-2のピギーバック衛星として高度720kmに打ち上げられた。ライトセイル2号はProx-1という小型衛星から放出される形で打ち上げられており、帆の展開の確認や追跡もこのProx-1衛星から行われる。2019年7月23日に帆の展開が、31日に太陽光による軌道変更が成功した。
なお、ライトセイルの命名規則は2016年2月に変更されており、現在ライトセイル2号と呼ばれている機体が当初はライトセイル1号と位置付けられていた（ナンバリングされていなかった試験機LightSail-Aが1号に繰り上げられた）。

## 開発

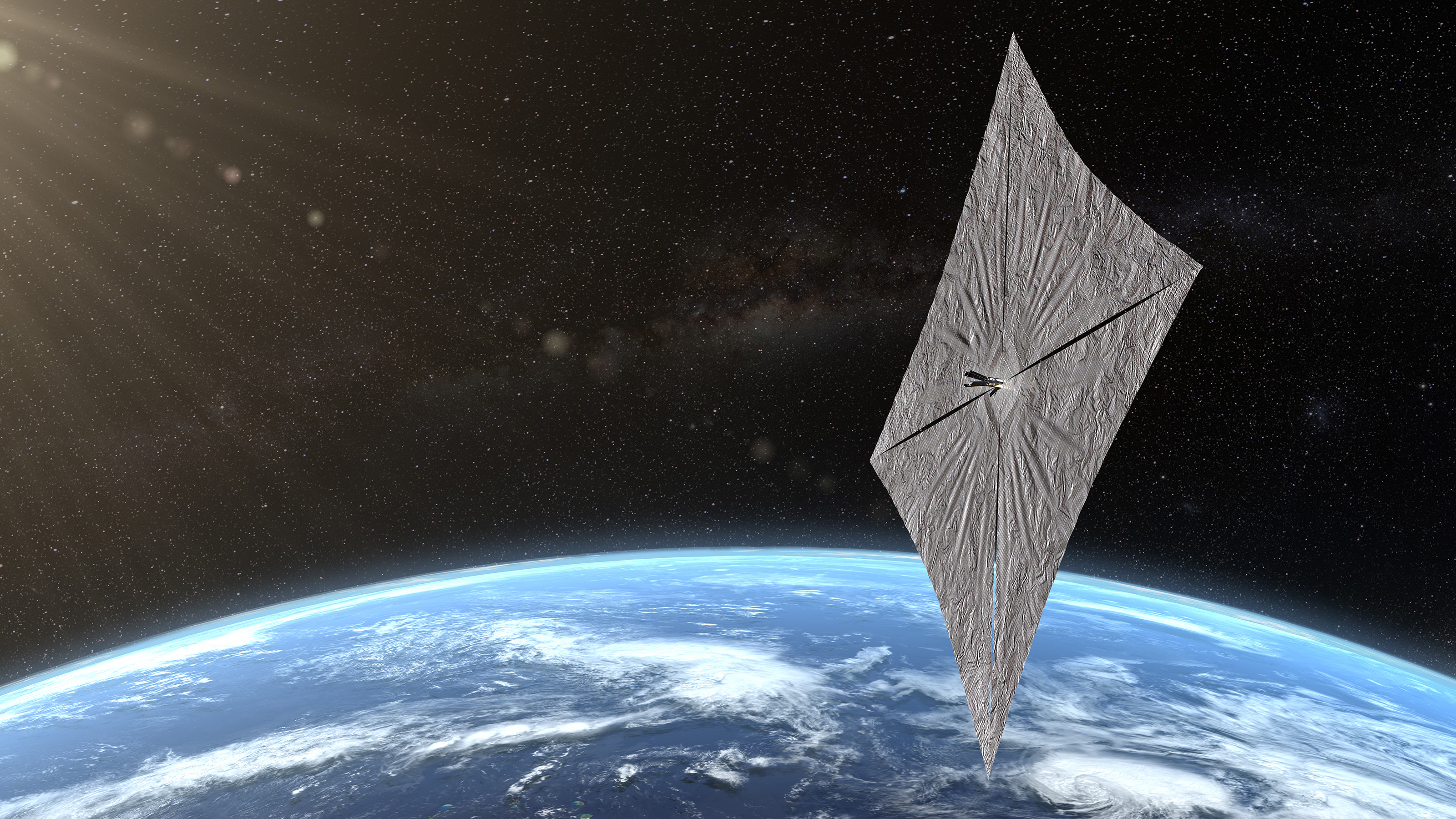
帆を広げたライトセイル2号（想像図）

2005年、惑星協会は初のソーラーセイル宇宙機、コスモス1号をヴォルナロケットにより打ち上げたが、軌道に届かず失敗してしまった。一方NASAのエイムズ研究センターが開発したナノセイルDは2008年8月にファルコン1ロケットによって打ち上げられるもこちらも打上げに失敗した。
2009年、協会はナノセイルD計画を引き継ぎ、後にライトセイル計画と改称した。
2011年までにプロジェクトは、JPLやAerospace Corporationのメンバーを含むチームによる最終設計審査を通過した。当初は2012年の打上げを目指していたが、計画は大幅に遅れた。ライトセイル2号の推定コストは180万ドルで、協会メンバーの会費や私費により調達されている。機体はStellar Exploration社によってサンルイスオビスポで製作されている。
2015年5月20日には試験機ライトセイル1号（当時はLightSail-Aと呼ばれていた）が、アトラスVロケットでピギーバック衛星として低周回軌道に打ち上げられ、2015年6月8日にセイルの展開に成功し、2015年6月13日に大気圏に再突入した。

## 機体

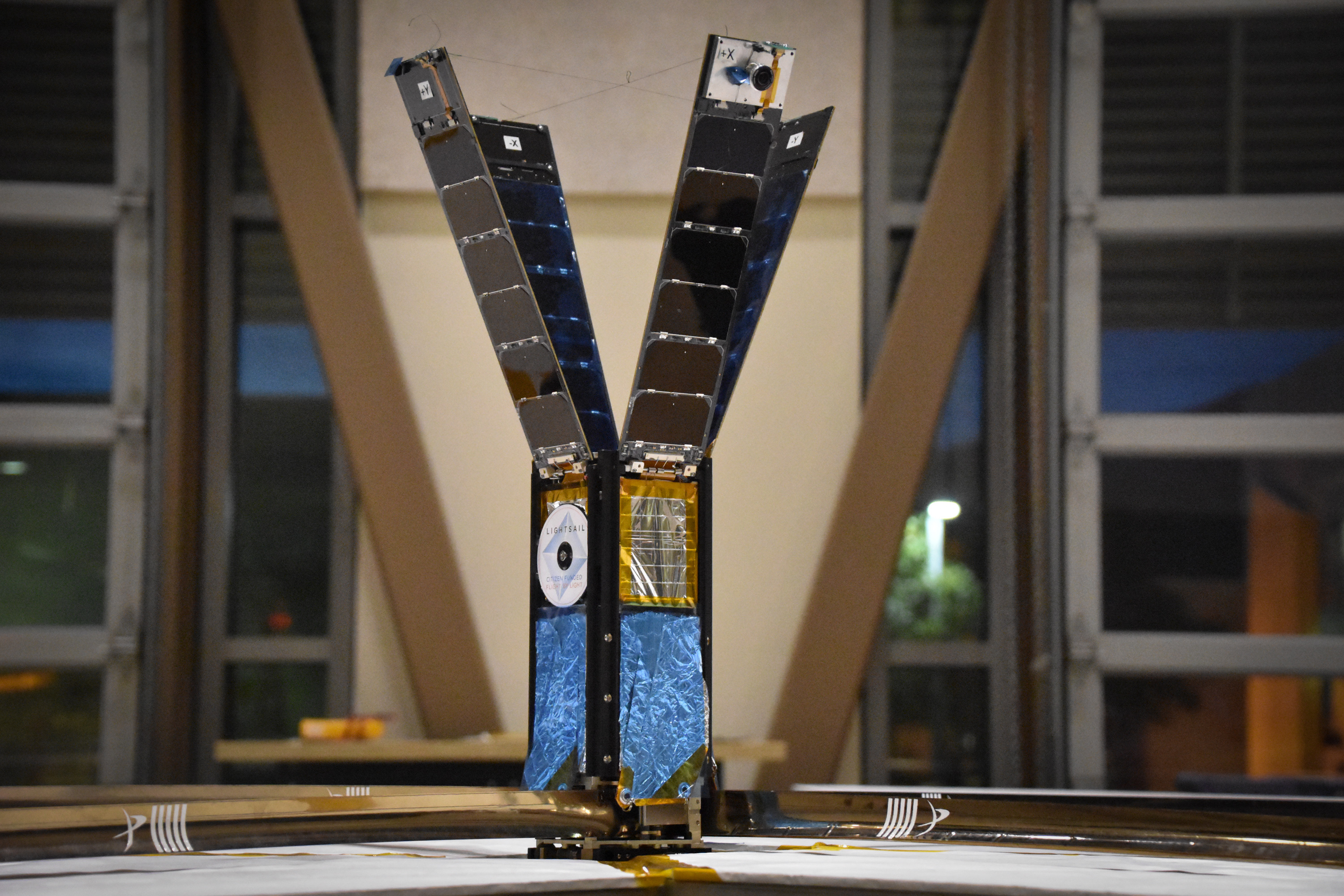
帆を広げる前のライトセイル2号

機体は一辺が10cmのキューブサットを3つ連結させた3Uタイプ。3つのうち1つのキューブサットは電子回路を持つ制御モジュールとなっており、残りの2つにはソーラーセイルの帆を格納している。帆は4枚の3角形状の羽で構成されていて、帆を展開すると32平方メーターとなる。
高度800km上空の地球周回軌道上でソーラーセイルの実証を目指す。

## 後継機
ライトセイル3号、4号も計画されており、3号はより長時間の飛行で高々度の軌道に到達させることを目指しており、4号では、太陽－地球系のラグランジュ点（L1点）への飛行を計画している。